# Баумер, Даниэла
Даниэ́ла Ба́умер-Те́нгер (нем. Daniela Baumer-Tenger; род. 8 сентября 1971, Herblingen) — швейцарская гребчиха-байдарочница, выступала за сборную Швейцарии в середине 1990-х годов. Серебряная призёрша летних Олимпийских игр в Атланте, победительница многих регат национального и международного значения.

## Биография
Даниэла Баумер родилась 8 сентября 1971 года в коммуне Херблинген кантона Шаффхаузен. Активно заниматься греблей начала с раннего детства, проходила подготовку в городе Шаффхаузене в местном одноимённом спортивном клубе.
Первого серьёзного успеха на взрослом международном уровне добилась в 1996 году, когда попала в основной состав швейцарской национальной сборной и благодаря череде удачных выступлений удостоилась права защищать честь страны на летних Олимпийских играх в Атланте. В зачёте двухместных байдарок на пятистах метрах в паре с Ингрид Хараламов-Райман добралась только до полуфинала и стала там пятой, тогда как в четвёрках вместе с Хараламов-Райман, Габи Мюллер и Сабиной Айхенбергер завоевала серебряную медаль, проиграв лишь экипажу из Германии. Вскоре по окончании этих соревнований приняла решение завершить карьеру профессиональной спортсменки, уступив место в сборной молодым швейцарским гребчихам.
Впоследствии вышла замуж и сменила фамилию на Тенгер.